# Сан Венанцо
Сан Вена̀нцо (на италиански: San Venanzo) е малко градче и община в Централна Италия, провинция Терни, регион Умбрия. Разположено е на 465 m надморска височина. Населението на общината е 2370 души (към 2010 г.).